# Férfi súlylökés a 2023-as atlétikai világbajnokságon
A 2023-as atlétikai világbajnokságon a férfi súlylökés döntőjét augusztus 19-én rendezték meg Budapesten, a Nemzeti Atlétikai Központban.
A győztes az amerikai világcsúcstartó Ryan Crouser lett, aki 23,51 méteres dobásával új világbajnoki csúccsal védte meg címét.

## Rekordok
A versenyt megelőzően a következő rekordok voltak érvényben:
| Világrekord         | Ryan Crouser (USA) | 23,56 m | Los Angeles, Amerikai Egyesült Államok | 2023. május 27.  |
| Világbajnoki rekord | Ryan Crouser (USA) | 22,94 m | Eugene, Amerikai Egyesült Államok      | 2022. július 17. |

## Verseny
A világbajnokságra utazás előtt elvégzett vizsgálat két vérrögöt mutatott ki a legfőbb esélyes, világcsúcstartó címvédő amerikai Ryan Crouser lábában. Emiatt edzéseket is kihagyott, és orvosaival történő egyeztetések után végül vállalta az indulást. Rajta kívül az évek óta érmes helyeken végző korábbi világbajnok amerikai Joe Kovacs, új-zélandi Tom Walsh és a fedett pályás világbajnok brazil Darlan Romani számított esélyesnek.
Az augusztus 19. délelőtt rendezett selejtezőben ők négyen dobták meg első kísérletre a továbbjutáshoz szükséges 21,20 méteres eredményt. Romani nyerte a selejtezőt 22,37 méteres eredménnyel. Az esti döntőben az első dobások után Crouser állt az élre 22,63 méteres dobásával, mögötte Kovacs és Romani állt 21 méter fölötti eredménnyel. A következő körben Crouser már csak 2 centiméterrel maradt el a 23 méteres álomhatártól. A többiek közül az olasz Leonardo Fabbri lépte át először a 22 méteres szintet a harmadik kísérletével, amivel feljött a második helyre. Crouser és Fabbri ezután két rontott kísérletet produkált, az ötödik körben 22 méter fölé jutott Kovacs és Walsh is, de Fabbrit megelőzni nem tudták. Az utolsó dobásoknál már nem változtak a helyezések. Utolsó dobóként már biztos világbajnokként a dobókörbe lépő Crouser hatalmas dobással 5 centiméterre megközelítette saját korábbi világcsúcsát. 23,51 méteres eredménye így is világbajnoki csúcs lett, és nagy fölénnyel, a második Fabbrit 1,17 méterrel megelőzve lett újra világbajnok.

## Eredmények
Az eredmények méterben értendők. A rövidítések jelentése a következő:
| - WR: világrekord - CR: világbajnoki rekord - NR: országos rekord - PB: egyéni legjobb eredménye | - SB: 2023-ban az addigi legjobb eredménye - DNS: nem indult a futamon - x: érvénytelen kísérlet - Q: eredmény alapján továbbjutott - q: helyezés alapján továbbjutott |

### Selejtező
A selejtezőből a döntőbe vagy legalább 21,20 méteres dobással vagy a legjobb 12 helyezés megszerzésével lehetett jutni.
| H   | Cs            | Név                    | Nemzet                  | Kísérletek | Kísérletek | Kísérletek | Eredmény | Mj    |
| H   | Cs            | Név                    | Nemzet                  | 1          | 2          | 3          | Eredmény | Mj    |
| --- | ------------- | ---------------------- | ----------------------- | ---------- | ---------- | ---------- | -------- | ----- |
| 1.  | A             | Darlan Romani          | Brazília                | 22,37      |            |            | 22,37    | Q, SB |
| 2.  | A             | Zane Weir              | Olaszország             | 20,81      | 21,82      |            | 21,82    | Q     |
| 3.  | B             | Tom Walsh              | Új-Zéland               | 21,73      |            |            | 21,73    | Q     |
| 4.  | B             | Joe Kovacs             | Egyesült Államok        | 21,59      |            |            | 21,59    | Q     |
| 5.  | B             | Payton Otterdahl       | Egyesült Államok        | 21,16      | 21,54      |            | 21,54    | Q     |
| 6.  | A             | Jacko Gill             | Új-Zéland               | 20,83      | 21,49      |            | 21,49    | Q     |
| 7.  | A             | Ryan Crouser           | Egyesült Államok        | 21,48      |            |            | 21,48    | Q     |
| 8.  | A             | Filip Mihaljević       | Horvátország            | 21,10      | 20,03      |            | 21,10    | q     |
| 9.  | B             | Armin Sinančević       | Szerbia                 | 20,39      | x          | 20,92      | 20,92    | q     |
| 10. | A             | Rajindra Campbell      | Jamaica                 | 19,83      | x          | 20,83      | 20,83    | q     |
| 11. | B             | Mostafa Amr Hassan     | Egyiptom                | 20,62      | 20,81      | x          | 20,81    | q     |
| 12. | B             | Leonardo Fabbri        | Olaszország             | 19,41      | x          | 20,74      | 20,74    | q     |
| 13. | A             | Chukwuebuka Enekwechi  | Nigéria                 | x          | 20,41      | 20,68      | 20,68    |       |
| 14. | A             | Mohamed Magdi Hamza    | Egyiptom                | 20,26      | 20,68      | x          | 20,68    |       |
| 15. | B             | Uziel Muñoz            | Mexikó                  | 20,62      | 19,96      | 20,42      | 20,62    |       |
| 16. | B             | Tomáš Staněk           | Csehország              | x          | 20,41      | 19,91      | 20,41    |       |
| 17. | B             | Welington Morais       | Brazília                | 20,30      | 19,87      | 19,95      | 20,30    |       |
| 18. | A             | Scott Lincoln          | Nagy-Britannia          | 20,18      | 19,77      | 20,22      | 20,22    |       |
| 19. | A             | Asmir Kolašinac        | Szerbia                 | 20,01      | x          | 19,95      | 20,01    |       |
| 20. | A             | Josh Awotunde          | Egyesült Államok        | 19,98      | x          | x          | 19,98    |       |
| 21. | B             | Marcus Thomsen         | Norvégia                | 19,97      | x          | x          | 19,97    |       |
| 22. | A             | Mesud Pezer            | Bosznia-Hercegovina     | 19,40      | 19,26      | 19,86      | 19,86    |       |
| 23. | A             | Eric Favors            | Írország                | 19,34      | 19,52      | 19,65      | 19,65    |       |
| 24. | A             | Burger Lambrechts, Jr, | Dél-afrikai Köztársaság | 19,46      | 19,52      | x          | 19,52    |       |
| 25. | A             | Michał Haratyk         | Lengyelország           | 19,27      | 19,49      | 19,51      | 19,51    |       |
| 26. | B             | Nazareno Sasia         | Argentína               | x          | x          | 19,51      | 19,51    |       |
| 27. | A             | Francisco Belo         | Portugália              | 19,24      | x          | x          | 19,24    |       |
| 28. | B             | Konrad Bukowiecki      | Lengyelország           | 18,25      | 19,21      | x          | 19,21    |       |
| 29. | A             | Roman Kokosko          | Ukrajna                 | 18,56      | 19,09      | 19,17      | 19,17    |       |
| 30. | B             | Tsanko Arnaudov        | Portugália              | x          | 19,03      | 19,17      | 19,17    |       |
| 31. | B             | Odisszeasz Muzenidisz  | Görögország             | 18,48      | x          | 19,08      | 19,08    |       |
| 32. | B             | Fred Moudani-Likibi    | Franciaország           | x          | x          | 18,88      | 18,88    |       |
| 33. | A             | Mark Bujnowski         | Kanada                  | 17,71      | 18,57      | 18,84      | 18,84    |       |
| 34. | B             | Kyle Blignaut          | Dél-afrikai Köztársaság | 17,89      | 18,82      | x          | 18,82    |       |
| 35. | A             | Tóth Balázs            | Magyarország            | 17,37      | x          | 17,27      | 17,37    |       |
|     | B             | Bob Bertemes           | Luxemburg               | x          | x          | x          | NM       |       |
| B   | Andrei Toader | Románia                | x                       | x          | x          | NM         |          |       |

### Döntő
| H   | Név                | Nemzet           | Kísérletek | Kísérletek | Kísérletek | Kísérletek | Kísérletek | Kísérletek | E     | Mj |
| H   | Név                | Nemzet           | 1          | 2          | 3          | 4          | 5          | 6          | E     | Mj |
| --- | ------------------ | ---------------- | ---------- | ---------- | ---------- | ---------- | ---------- | ---------- | ----- | -- |
| 1   | Ryan Crouser       | Egyesült Államok | 22,63      | 22,98      | 22,28      | x          | x          | 23,51      | 23,51 | CR |
| 2   | Leonardo Fabbri    | Olaszország      | x          | 21,26      | 22,34      | x          | x          | 21,22      | 22,34 | PB |
| 3   | Joe Kovacs         | Egyesült Államok | 21,55      | x          | 21,23      | 21,88      | 22,12      | 21,07      | 22,12 |    |
| 4.  | Tom Walsh          | Új-Zéland        | x          | 21,69      | 21,93      | 21,40      | 22,05      | 21,51      | 22,05 |    |
| 5.  | Payton Otterdahl   | Egyesült Államok | 20,08      | 20,47      | 21,01      | 21,78      | 21,86      | 21,73      | 21,86 |    |
| 6.  | Jacko Gill         | Új-Zéland        | 20,33      | 21,46      | 21,76      | 21,33      | 21,02      | 21,28      | 21,76 |    |
| 7.  | Filip Mihaljević   | Horvátország     | 20,32      | 20,32      | 20,88      | 21,57      | x          | 21,44      | 21,57 |    |
| 8.  | Darlan Romani      | Brazília         | 21,31      | 21,10      | x          | x          | 21,41      | x          | 21,41 |    |
| 9.  | Armin Sinančević   | Szerbia          | 20,78      | 20,18      | x          |            |            |            | 20,78 |    |
| 10. | Mostafa Amr Hassan | Egyiptom         | x          | 20,14      | 20,17      |            |            |            | 20,17 |    |
| 11. | Zane Weir          | Olaszország      | x          | 19,99      | x          |            |            |            | 19,99 |    |
|     | Rajindra Campbell  | Jamaica          | x          | x          | x          |            |            |            | NM    |    |